# Erbgenosse (Rechtsbegriff)
Erbgenosse ist ein Rechtsbegriff, der vor allem im Mittelalter und in der frühen Neuzeit in unterschiedlichen, aber durchaus verwandten Bedeutungen Verwendung fand.
Erbgenosse bezeichnet dabei
1. einen erblich Berechtigten, etwa eines Grundstücks oder eines Rechts (Hofgenosse, Marktgenosse).
2. den Besitzer eines Erbes, insbesondere, wenn dieses Erbe aus einem Grundstück bestand.
3. einen Miterben.
4. einen erblichen Schöffen bzw. Eidgenossen.